# Babajić
Babajić (en serbe cyrillique : Бабајић) est un village de Serbie situé dans la municipalité de Ljig, district de Kolubara. Au recensement de 2011, il comptait 435 habitants.

## Histoire

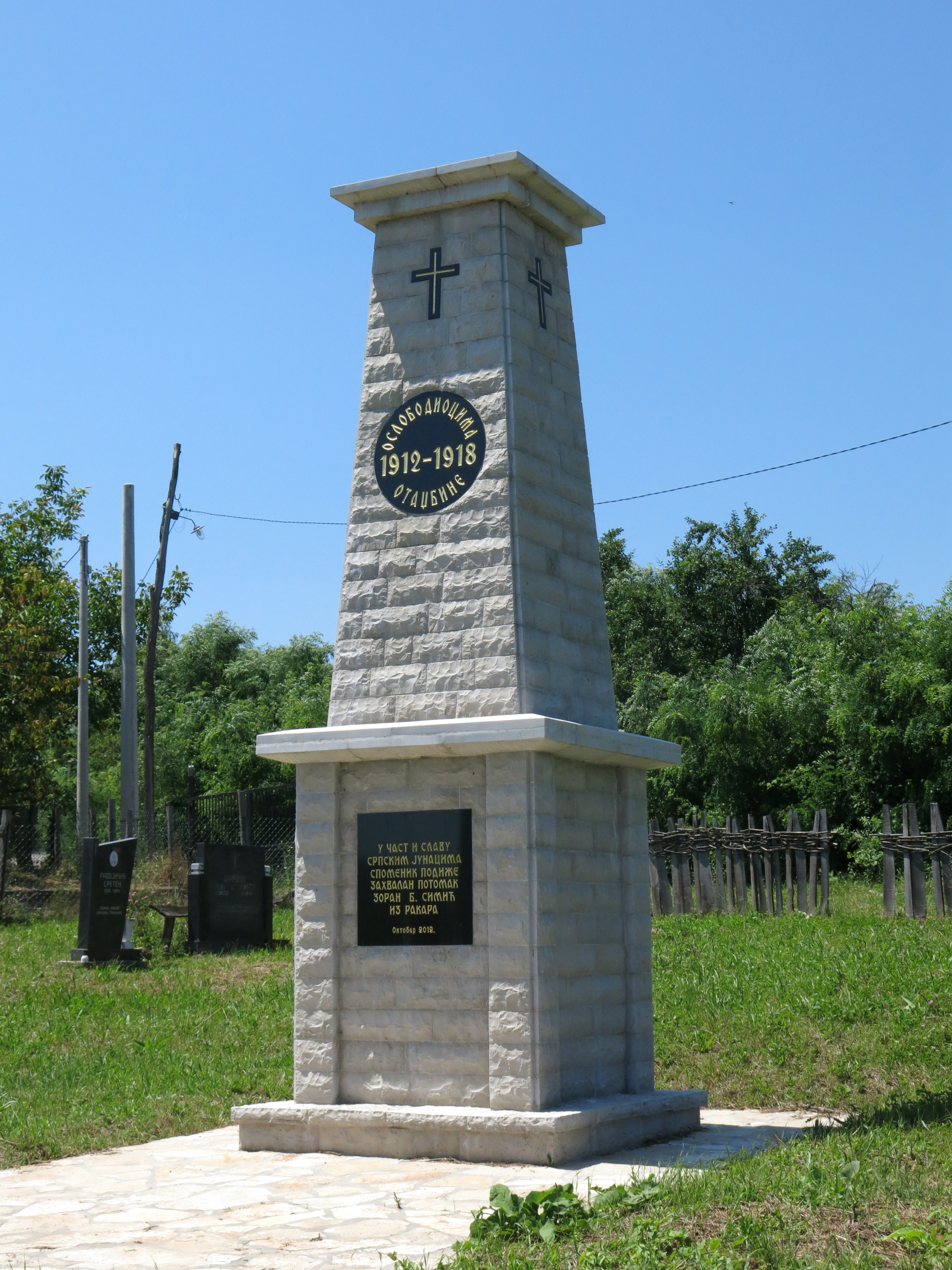
Le Monument aux libérateurs de la patrie

## Démographie
| 1948 | 1953 | 1961 | 1971 | 1981 | 1991 | 2002 | 2011 |
| ---- | ---- | ---- | ---- | ---- | ---- | ---- | ---- |
| 656  | 649  | 644  | 627  | 503  | 531  | 493  | 435  |

|  |